# طرخشقون بريطاني
طرخشقون بريطاني (الاسم العلمي:Taraxacum britannicum) هو نوع من النباتات يتبع جنس الطرخشقون من الفصيلة النجمية.
سمي هذا النوع نسبةً إلى بريطانيا.